# Letteratura mondiale
Il termine letteratura mondiale è stato creato da Johann Wolfgang von Goethe che nel 1827 introdusse la parola tedesca Weltliteratur già conosciuto come concetto dal francese Voltaire, dall'italiano Giovanbattista Vico e dal tedesco Gottfried Wilhelm von Leibniz. 
Tuttavia Goethe fu il primo a ragionare sul fatto che le varie letterature nazionali nascessero da comuni qualità umane e, nonostante le loro differenze, avessero delle linee comuni che si legassero inseparabilmente l'una all'altra. In senso ampio la letteratura mondiale comprende, quindi, tutte quelle cose che a partire dall'inizio della civiltà umana hanno consapevolmente espresso lo scopo artistico, letterario o l'istinto popolare.
In senso stretto la letteratura mondiale è il complesso delle letterature nate in tutte le lingue del mondo che, insieme alla lingua stessa, raggruppano l'insieme delle diverse culture, religioni, ideologie ed habitat che sono espressioni visive dello spirito di un popolo.